# Walter Schleger
Walter Schleger (19. september 1929 - 3. december 1999) var en østrigsk fodboldspiller (angriber). Han vandt bronze med det østrigske landshold ved VM i 1954 i Schweiz.
Schleger spillede som ungdomsspiller hos Sparta Prag i Tjekkoslovakiet, hvor han var født. Som senior tilbragte han størstedelen af sin karriere hos Austria Wien. Han var med til at sikre klubben fire østrigske mesterskaber.
Schleger spillede desuden 22 kampe og scorede ét mål for det østrigske landshold. Han var en del af det østrigske hold til både VM i 1954, hvor holdet vandt bronze, samt til VM i 1958.